# Ngari rinpocse
Tendzin Csögyal, későbbi nevén Ngari rinpocse, a 14. dalai láma, Tendzin Gyaco legfiatalabb öccse, aki 1946-ban született Tibet fővárosában, Lhászában.

## Élete
Tendzin Csögyal 1946-ban született Lhászában. Négyéves korában ismerték fel 16. Ngari rinpocse reinkarnációjaként, aki a 13. dalai lámához (Tubten Gyaco) nagyon közelálló személy volt. Az elődjéről azt mondta a láma, hogy „a következő reinkarnációnkban közelebb leszünk egymáshoz”.
Hétéves korában kezdte szerzetesi tanulmányait a Drepung kolostorban, 1953-ban. Egy évvel később, a család több tagjával együtt, ő is elkísérte a dalai lámát kínai útján. Kiválóan beszélte a mandarin nyelvet.
1959-ben a kínai megszállás után kialakult veszélyes helyzetben együtt menekült el a 14. dalai lámával egy 14 napos hosszú úton keresztül Indiába. Először a dardzsilingi Szent József jezsuita iskolában tanult, ahol megtanulta tisztelni a keresztény vallást és a keresztényeket. 1969-ben végezte el az iskolát. Még ebben az évben felhagyott szerzetesi pályafutásával és különböző intézményekben tanult Indiában és más országokban.
Ngari rinpocse saját bevallása szerint a hínajána buddhista irányzatot követi. A dardzsilingi Loreto zárdában találkozott Rincsen Khandro Csögyallal, aki 1967-ben lépett be az intézménybe.
Ngari rinpocse 1971-ben csatlakozott a Központi Tibeti Adminisztrációhoz, ahol egészen 1988-ig maradt. Együtt dolgozott Rincsen Khandróval a Fiatal Tibetiek Kongresszusán, amelyet követően 1972-ben összeházasodtak, majd mindketten a Tibeti gyermekfalvak szervezeténél folytattak oktatói tevékenységet.
Ezután csatlakozott az indiai hadsereg különleges alakulatához, amelyet a száműzetésben élő tibeti emberek azért hoztak létre, hogy biztosítsák az indiai-kínai határ felügyeletét. Két évet töltött katonai szolgálatban. Időközben feleségétől két gyermekük született, egy fiú és egy lány. Édesanyja kérésére 1974-ben csatlakozott a Kasmir Cottage étteremhez, amelyet kis hotellé alakított át az édesanyja 1982-es halálát követően.
Tendzin Csögyal a Mind and Life intézet tagja. Két filmben is szerepelt: Women of Tibet: Gyalyum Chemo – The Great Mother és Women of Tibet: The Buddha's Wife.
Spirituális felelősséggel tartozik a Ladak városi kolostorokért, amelyek közül a legfontosabb a Karsai kolostor.
Ugyanilyen felelősséggel tartozik még hagyományos értelemben a tibeti Ngari régió több kolostoráért is.